# Russisch-Belarussische Union

Geografische Ausbreitung der Union

Die Russisch-Belarussische Union (auch Russisch-Weißrussische Union; offiziell Unionsstaat, belarussisch Саюзная дзяржава Sajusnaja dsjarschawa, russisch Союзное государство Sojusnoje gossudarstwo) ist ein Staatenbund zwischen Russland und Belarus, der sich bisher auf eine Wirtschafts- und Verteidigungsgemeinschaft sowie auf gemeinsame politische Konsultationen stützt.

## Gegensätze und Gemeinsamkeiten

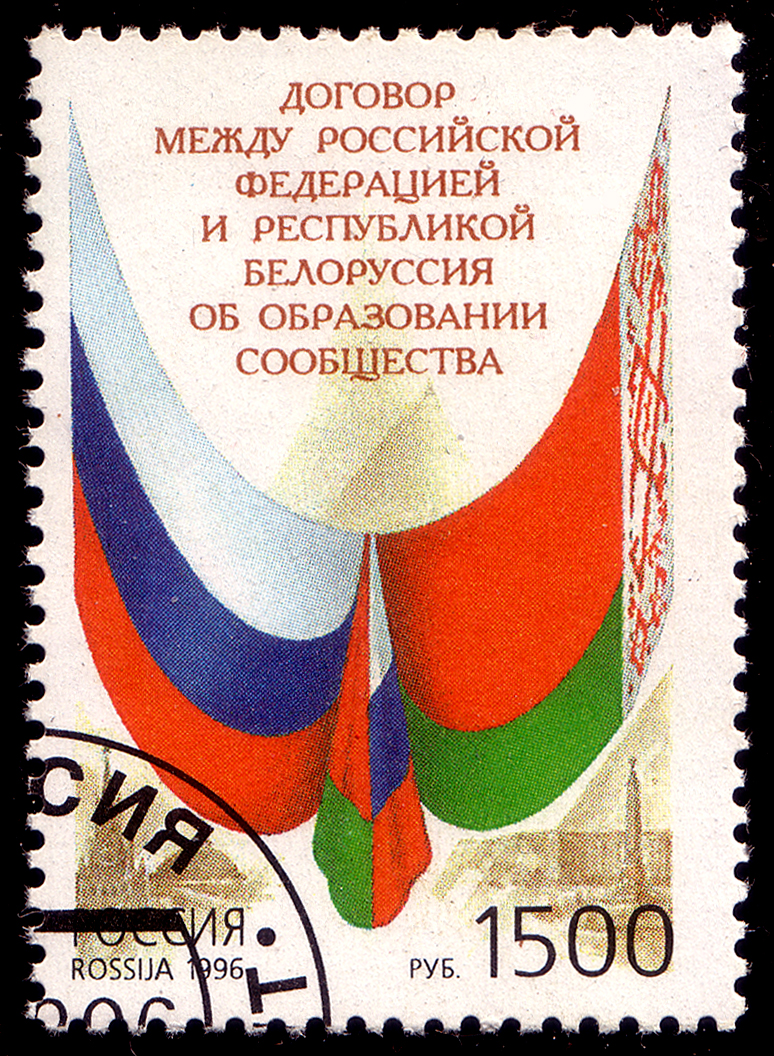
Sonderbriefmarke Russlands zum Unionsvertrag mit Belarus (1996)

Die Union wurde vom belarussischen Präsidenten Aljaksandr Lukaschenka zusammen mit Boris Jelzin ins Leben gerufen. Inzwischen hat die Integration zwischen beiden Staaten aufgrund wechselnd intensiven Interesses auf beiden Seiten an Dynamik eingebüßt. Während Jelzins Nachfolger Wladimir Putin an verstärkter Zusammenarbeit mit dem isolierten Lukaschenka nur bedingt Interesse hat, hat sich auf belarussischer Seite die Erkenntnis durchgesetzt, dass das Land in einer engen Union mit Russland nur Juniorpartner wäre.
Die volkswirtschaftlichen und geopolitischen Kenndaten sprechen gegen eine paritätische Union gleichrangiger Staaten; im Verhältnis zum „großen Bruder“ Russland steht Belarus folgendermaßen da:
- Fläche: Belarus–Russland 1:85 (Russland bot Belarus später den Anschluss als 90. Föderationssubjekt an)
- Bevölkerung: Belarus–Russland 1:15 (8,3 % der Einwohner von Belarus sind ethnische Russen)[1]
- BIP (total): Belarus–Russland 1:10 (die BIP pro Kopf sind jedoch etwa gleich hoch, Belarus zählt zu den GUS-Staaten mit dem höchsten BIP pro Kopf)

An die Wirtschaftsgemeinschaft sind Kasachstan und Kirgisistan in Form der Eurasischen Wirtschaftsgemeinschaft lose assoziiert, ferner sind Kasachstan, Kirgisistan, Tadschikistan und Armenien zusammen mit Russland und Belarus Mitglieder des Verteidigungsbündnisses Organisation des Vertrags über kollektive Sicherheit (OVKS).
Insbesondere die Konflikte um Gaspreise und Öltransit hatten bis 2008 dazu beigetragen, die russisch-belarussischen Unionsbemühungen bis auf weiteres zum Stillstand zu bringen.
Susanne Spahn schrieb zur Situation um etwa 2012 von einem Scheitern des Projekts, weil Russland die wirtschaftliche Verflechtung vorantreiben wollte und dies als Grundlage für den Unionsstaat sah, während Belarus zuerst eine Verfassung habe annehmen wollen mit Unionsorganen mit weitreichenden Kompetenzen, dies, um eine Parität der Länder festzulegen. Die Währungsunion sei daran gescheitert, dass Lukaschenka sich nicht einer russischen Dominanz unterordnen wollte und keine gleichberechtigte Mitsprache habe durchsetzen können.

## Geschichte

Flaggenentwurf für den Unionsstaat. Die beiden Sterne stehen für die beiden Mitglieder. Außerdem verweist er auf die gemeinsame Geschichte. (vgl. Flagge der Sowjetunion)

Der relativ kleine Binnenstaat Belarus (etwa doppelt so groß wie die ehemalige DDR oder Bayern und Baden-Württemberg zusammen, aber mit einer Bevölkerung von nur 10 Millionen) grenzt zwar mit Polen, Litauen und Lettland seit 2004 auch an die Europäische Union (EU), hat aber zwei Drittel seiner Grenzen mit Russland und der Ukraine gemeinsam. Da Belarus auch historisch und wirtschaftlich nach Osten orientiert ist, begannen schon bald nach der Unabhängigkeit 1991 einige seiner Politiker, nach Wegen zu einer Integration mit Russland und anderen Nachfolgestaaten der UdSSR zu suchen.
Zur Integration Belarus-Russland wurden seit dem Zerfall der Sowjetunion verschiedene Anläufe unternommen, zunächst gemeinsam von einigen GUS-Staaten, wofür die Initiative teils von Russland, teils von Belarus bzw. Kasachstan ausging, aber teilweise auch von den neuen Staaten Kaukasiens und der Turkvölker (Kirgisistan und andere). So entstand innerhalb der GUS zunächst die Gemeinschaft Integrierter Staaten (GIS). Die Ukraine als zweitgrößter Staat Osteuropas hielt sich in dieser Thematik, von vereinzelten Ausnahmen abgesehen, eher zurück.

### Lukaschenka und Jelzin
Der erste belarussische Staatschef Stanislau Schuschkewitsch (1991–1994) war auch zum Westen offen. Doch sein Nachfolger Aljaksandr Lukaschenka (seit 1994) vertiefte ausschließlich die Kontakte nach Osten. Er gibt an, seinerzeit als einziger Abgeordneter im weißrussischen Sowjet gegen die Auflösung der Sowjetunion gestimmt zu haben. Gleich nach seiner Wahl zum Präsidenten führte er Staatssymbole ein, die deutlich an die Sowjetzeit erinnern, und mit einigen GUS-Staaten wurde Belarus Mitglied in der OVKS.
Nach völliger politischer Abwendung von West- und Mitteleuropa stoppte Lukaschenka die unter seinem Vorgänger angelaufenen Privatisierungen, deren Analogon in Russland zu den bis heute nachwirkenden Problemen mit den Oligarchen geführt hatten, und strebt seitdem eine neue Union mit Russland und anderen Oststaaten an. Innerhalb der GIS wurde zwischen Minsk und Moskau die zunächst als Gemeinschaft Souveräner Republiken (GSR) bezeichnete Staatenverbindung vereinbart. Dazu unterzeichnete er mit Boris Jelzin zwischen 1995 und 1999 mehrere Unionsverträge wie jenen für die Russisch-belarussische Union. Von ihr wurde lediglich die Verteidigungs- und vorübergehend die Zollunion umgesetzt. Von 2000 bis 2011 fungierte der russische Politiker Pawel Borodin als General- bzw. Staatssekretär der Union.
Der Unionsstaat basiert auf einer Reihe von Verträgen, die zwischen dem damaligen russischen Präsidenten Boris Jelzin und Aljaksandr Lukaschenka, dem Präsidenten der Republik Belarus, der das Land seit dem 20. Juni 1994 regiert, geschlossen wurden. Größtenteils sind die Verträge allerdings nie umgesetzt worden. Vielmehr markieren sie Wendepunkte in dem schwierigen wechselseitigen Verhältnis beider Staaten während der Regierungszeiten Boris Jelzins und Aljaksandr Lukaschenkas. Der Prozess der Annäherung wird oft als „Integration“ beider Staaten bezeichnet. Ein Prozess analog zur Europäischen Integration blieb aber aus.

#### Vertrag über Freundschaft, gute Nachbarschaft und Zusammenarbeit zwischen der Russischen Föderation und der Republik Belarus (1995)
Am 21. Februar 1995 ist in Minsk der „Vertrag über Freundschaft, gute Nachbarschaft und Zusammenarbeit zwischen der Russischen Föderation und der Republik Belarus“ (russisch Договор о дружбе, добрососедстве и сотрудничестве между Российской Федерацией и Республикой Беларусь Dogovor o družbe, dobrososedstve i sotrudničestve meždu Rossijskoj Federaciej i Respublikoj Belarus'). Der Vertrag leitete den Prozess der so genannten belarussisch-russischen Integration ein, stellte aber in erster Linie eine politische Willensbekundung über das beiderseitige Verhältnis dar. Eine Reihe weiterer Verträge konkretisierte die Vorhaben, die in diesem Vertrag lediglich grob umrissen wurden. Darunter ein Abkommen zu Zollbestimmungen im Kontext der Öl- und Gaslieferungen, das Belarus präferentielle Preise versprach, und ein Abkommen über die Einrichtung russischer Militärbasen in Belarus (zum Beispiel in Baranovichi). Rhetorisch hat man sich zum Zeitpunkt dieses Vertrages angenähert.

#### Vertrag über die Bildung der Gemeinschaft Russlands und Belarus' (1996)

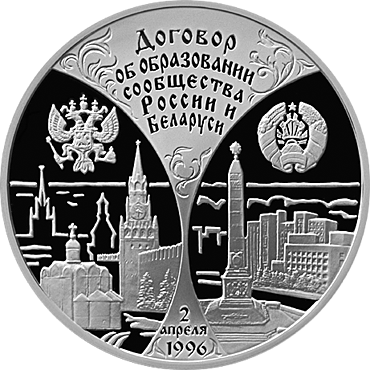
Gedenkmünze zur Unterzeichnung des „Vertrags über die Bildung der Gemeinschaft Russlands und Belarus'“ am 2. April 1996.

Am 2. April 1996 wurde in Moskau ein weiterer Vertrag unterzeichnet: der „Vertrag über die Bildung der Gemeinschaft Russlands und Belarus'“ (russisch Договор об образовании сообщества России и Беларуси Dogovor ob obrazovanii soobščestva Rossii i Belarusi). Der zweite Vertrag sah die Schaffung gemeinsamer internationaler Strukturen vor: so sollten eine parlamentarische Versammlung, ein Staatsrat und ein Exekutivkomitee gegründet werden. Davon nahm in der Folge lediglich die parlamentarische Versammlung ihre Arbeit auf. Darüber hinaus sah der Vertrag die Schaffung einer gemeinsamen Währung, ein gemeinsames Budget sowie gemeinsame Zölle, Steuern und Investitionsgesetze vor. Diese Teile des Vertrages sind nicht umgesetzt worden.

#### Vertrag über die Union Belarus' und Russlands (1997)
Lediglich ein Jahr später, am 2. April 1997 in Moskau, wurde der „Vertrag über die Union Belarus' und Russlands“ (russisch Договор о Союзе Беларуси и России Dogovor o Sojuze Belarusi i Rossii) unterzeichnet. Die dazugehörige Satzung wurde am 23. Mai 1997 ebenfalls in Moskau unterzeichnet und ist im Juni 1997 von den Parlamenten beider Länder ratifiziert worden. Ein vorangegangener Entwurf des Vertrages sah sehr viel weitergehende Maßnahmen zur Schaffung einer belarussisch-russischen Union vor, ist aber von russischer Seite gekürzt worden. Der eigentliche Vertrag stellt eine bloße Absichtsbekundung dar, die wesentlichen Bestimmungen sind in der Satzung enthalten. Wie bereits der Vertrag aus dem Jahr 1996 sah dieser Vertrag unter anderem die Einrichtung eines obersten Rates, eines Exekutivkomitees und einer parlamentarischen Versammlung vor. Die bereits bestehende parlamentarische Versammlung hat ihre Bezeichnung geändert und der oberste Rat sowie das Exekutivkomitee sind eingerichtet worden. Erneut wurden weite Teile des Vertrages nicht umgesetzt. Allerdings hat die parlamentarische Versammlung im Dezember 1997 ein Budget beschlossen und als Folge des Vertrages wurde im gleichen Monat ein Abkommen zur vertieften militärischen Kooperation unterzeichnet. Der 2. April, der Tag der Unterzeichnung des Vertrages, wird in beiden Ländern als „Tag der Einigkeit der Völker Belarus' und Russlands“ (russisch День единения народов Беларуси и России Den' edinenija narodov Belarusi i Rossii) bezeichnet und entsprechend von Seiten beider Staaten als Feiertag begangen.

#### Vertrag über die Gründung eines Unionsstaates (1999)
Mit der Unterzeichnung des „Vertrags über die Gründung eines Unionsstaates“ (russisch Договор о создании Союзного государства Dogovor o sozdanii Sojuznogo gosudarstva) am 8. Dezember 1999 in Moskau wurden die bestehenden Verträge außer Kraft gesetzt. Inhaltlich sind hingegen kaum Neuerungen hinzugekommen und erneut waren Bestimmungen über die zu diesem Zeitpunkt bestehenden supranationalen Organe enthalten. Zur Zeit der Unterzeichnung des letzten Vertrages, wie bereits bei den vorherigen Verträgen, kursierten in Medien die Thesen, dass einerseits Aljaksandr Lukaschenka mithilfe des Unionsstaates in die russische Politik eintreten möchte, und andererseits Boris Jelzin über seine konstitutionell festgeschriebene Amtszeit hinaus regieren möchte (das sogenannte „Milošević-Szenario“, benannt nach dem serbischen bzw. jugoslawischen Politiker Slobodan Milošević). Die Unterzeichnung des Vertrages wurde von russischer Seite lange hinausgezögert und fand schließlich kurz vor den Wahlen zum russischen Parlament am 19. Dezember statt.

### Entwicklung unter Lukaschenka und Putin (ab 2001)

#### Partnerstaat versus Region in Russland (2001–2005)
Mit Amtsantritt von Jelzins Nachfolger Wladimir Putin kühlte sich zunächst das Klima zu Russland ab, sodass Belarus nun auch in Richtung Osten isoliert war. Nach 2001 erneuerte Präsident Lukaschenka aber bald seine außenpolitischen Kontakte zu Russland. Auch gab er autoritär regierten Ländern wie Nordkorea, Libyen und dem Sudan verstärkt Aufmerksamkeit in seiner Politik. Diese Annäherung wurde von Putin seit den Präsidentschaftswahlen in der Ukraine 2004 wieder stärker unterstützt.
Nach weiteren Initiativen für eine politische Union, nun vorwiegend zwischen den „zwei russischen Staaten“, unternahmen Belarus und Russland im Herbst 2005 nochmals Anstrengungen zur Integration einiger ex-sowjetischer Teilrepubliken und zu gemeinsamen Verfassungsakten. Neben der bereits existierenden interstaatlichen parlamentarischen Versammlung und einem Gremium von Vertretern beider Regierungen wurde ein (freilich geringes) länderübergreifendes Budget vereinbart. Auch ein Zollabkommen, wonach russische Beamte an der belarussisch-polnischen Grenze kontrollieren dürfen, ist bereits in Kraft. Zudem haben die russischen und belarussischen Luftstreitkräfte ein gemeinsames Oberkommando gebildet, faktisch untersteht die belarussische Luftabwehr seitdem der russischen Luftwaffe.
Ein Referendum über die gemeinsame Verfassungsakte hätte nach Aussagen des russischen Staatssekretärs Pawel Borodin schon 2006 zustande kommen können. Präsident Lukaschenka gab sich zunächst zuversichtlich, obwohl Grundsätzliches noch offen war (Kompetenzen des überstaatlichen Unionsrates, Ausmaß der Gleichberechtigung so ungleich großer Staaten usw.). Den Vorschlag Wladimir Putins, Belarus als 90. Provinz in Russland aufzunehmen (Russland hatte damals 89 Regionen, nach verschiedenen Gebietsreformen und der Annexion der Krim sind es heute 85) hatte Lukaschenka 2002 abgelehnt. In einer verlesenen Ansprache im belarussischen Fernsehen hatte Lukaschenka daraufhin beklagt, dass sein Land in einer engen Union mit Russland nur Juniorpartner wäre. Ungewöhnlich an dieser Ansprache war, dass Lukaschenka sie auf Belarussisch gehalten hatte, während er sonst Russisch auch bei offiziellen Anlässen bevorzugt verwendet.
Diese heftigen Dissonanzen galten zwischenzeitlich als beigelegt, doch nun gibt es neue Friktionen zur Vereinbarung über eine gemeinsame Währung. Diese sollte per 1. Januar 2006 in Kraft treten, jedoch konnte man sich nicht darauf einigen, in welchem Land der Rubel gedruckt wird.

#### Integrationsbemühungen und Bündnissuche (2006–2020)
Nach wiederholten Zerwürfnissen zwischen Belarus und Russland in den Jahren 2006/07, welche sich um die Themen Rubeleinführung, Gaspreise und Öltransit drehten, wurde die russisch-belarussische Integration von vielen Beobachtern als tot angesehen. Nach den russischen Parlamentswahlen im Dezember 2007 kündigte der russische Staatspräsident Wladimir Putin an, noch im selben Monat zu Konsultationen über die Union nach Minsk zu reisen. In der Presse wurde über eine mögliche Wiederbelebung des Projekts spekuliert.
In seiner Funktion als Vorsitzender des Staatsrates der Union berief Lukaschenka im Mai 2008 Putin, nunmehr Ministerpräsident Russlands, zum Vorsitzenden des Ministerrates der Union. Russlands neuer Präsident Medwedew kündigte im Juni bei seinem Antrittsbesuch in Belarus eine Wiederbelebung der Integrationsbemühungen an.
Am 7. Mai 2009 ist Belarus beim EU-Gipfel in Prag gemeinsam mit fünf weiteren GUS-Mitgliedern der Östlichen Partnerschaft beigetreten. Russland hat gegen das Bündnis mit der Europäischen Union Protest eingelegt. Für Verärgerung in Moskau sorgte auch, dass Belarus ihm in der Anerkennung Abchasiens und Südossetiens bislang nicht gefolgt ist. Im Juni 2009 kam es zu einer weiteren Verschärfung der Krise. Nachdem Russland die Einfuhr belarussischer Milchprodukte mit der Begründung einstellte, diese entsprächen nicht den neuesten russischen Normen, boykottierte Belarus ein Gipfeltreffen der Organisation des Vertrags über kollektive Sicherheit und erklärte, alle auf der Sitzung getroffenen Entscheidungen seien ungültig. In der Folge führte Belarus erstmals nach dreizehn Jahren vorübergehend wieder Zollkontrollen an der belarussisch-russischen Grenze ein.
Mittlerweile, im Jahr 2011, gilt die Westannäherung unter Lukaschenka als gescheitert. Auf ihrem Gipfeltreffen, das vom 29. bis 30. September 2011 in Warschau stattfand, hat die Östliche Partnerschaft ein „Paket für die Demokratisierung und Modernisierung von Belarus“ verabschiedet. Falls das Regime von Lukaschenka politische Gefangene freilässt und freie Wahlen garantiert, kann es auf Kredite in der Höhe von bis zu neun Milliarden Euro zurückgreifen. Statt sich der EU anzunähern, setzt Lukaschenka allerdings auf die Hilfe seines russischen Kollegen Wladimir Putin. Mit Russland und Kasachstan, das der russisch-belarussischen Union aufgeschlossen gegenübersteht, liegt der Vertrag über eine Zollunion zur Unterschrift bereit. Ab Januar 2012 gilt zwischen den Partnerländern wieder ein Vorzugspreis für Gas.

#### Belebung des Unionsstaates – Vereinbarungen ab 2021
Im Februar 2023 gelangten Inhalte eines angeblichen Strategiepapiers der russischen Präsidialverwaltung an die westliche Medienöffentlichkeit. Es soll einen russischen Übernahmeplan für Belarus bis 2030 belegen. Das 17-seitige Dokument mit dem Titel Strategische Ziele der Russischen Föderation in Belarus soll demnach aus dem Sommer 2021 stammen.
Im Herbst 2021 vereinbarten Lukaschenka und Putin die nächsten Schritte zu einem gemeinsamen Wirtschaftsraum von Belarus und Russland und zur stärkeren militärischen Interaktion  sowie zur Migrationspolitik des Unionsstaates.
Auf einer Sitzung des Obersten Staatsrates des Unionsstaates Russland–Belarus wurde am 4. November 2021 der Vertrag über die „Wichtigsten Richtungen der Umsetzung der Punkte des Vertrages über die Schaffung des Unionsstaates 2021–2023“ gebilligt. Außerdem wurden für 28 Bereiche Ressortprogramme (2021–2023) unterzeichnet. Zwei weitere Vereinbarungen betrafen die erstmals seit 2001 erneuerte Militärdoktrin des Unionsstaates (2021) und ein Konzept der Migrationspolitik des Unionsstaates.

## Aufnahme weiterer Staaten
BulgarienNoch vor Gründung der Union hatte Russlands Präsident Boris Nikolajewitsch Jelzin 1996 auch Bulgarien zum Beitritt in die Gemeinschaft Integrierter Staaten eingeladen, hatte damit jedoch die bulgarische Regierung nur verärgert. 2004 trat Bulgarien der NATO bei, am 1. Januar 2007 wurde es Mitglied der Europäischen Union.
 Serbien und MontenegroIm Schatten des Kosovokrieges 1999 kündigte das Parlament der Bundesrepublik Jugoslawien den Beitritt zur Russisch-Belarussischen Union an. Mit dem Sturz Slobodan Miloševićs im Jahr 2000 übernahmen westlich orientierte Kräfte die Regierung. Die Nachfolgestaaten Serbien und Montenegro streben einen EU-Beitritt an. Der ehemalige serbische Präsident Tomislav Nikolić plädierte noch 2007 für einen Beitritt Serbiens zum Unionsstaat.
 Moldau2001 stellte Moldaus Präsident Vladimir Voronin nach seiner Wahl den Beitritt seines Landes in Aussicht. In den Folgejahren ging er jedoch zunehmend auf Distanz zu Moskau. Seit den Parlamentswahlen im April 2009 strebt eine Mehrheit der moldauischen Abgeordneten eine Annäherung an den Westen an. In Transnistrien jedoch sprach sich die Bevölkerung in einem Referendum 2006 mehrheitlich für einen Anschluss an Russland aus.
 Kasachstan2007 bekundete Kasachstans damaliger Premierminister Kärim Mässimow Interesse, der Union bis 2010 beizutreten. Mit Russland und Belarus ist es bereits in der Eurasischen Wirtschaftsgemeinschaft und durch Verteidigungskooperationen verbunden. Im Mai 2023 gab Kasachstans Präsident Qassym-Schomart Toqajew bekannt, dass sein Land der Union mit Russland und Belarus nicht beitreten wird.
 Abchasien und  SüdossetienNach dem Kaukasus-Konflikt 2008 wurden Abchasien und Südossetien von Russland als selbständige Staaten anerkannt, wodurch nach russischer Auffassung ein Beitritt dieser beiden völkerrechtlich zu Georgien gehörenden Gebiete legitimiert wäre. Der Generalsekretär der Union, Pawel Borodin, erklärte Anfang September 2008 dem Moskauer Radiosender Echo Moskwy, ein Beitritt beider Staaten bis zum Ende des Jahres sei realistisch. Im Februar 2010 sprach sich auch Abchasiens Präsident Sergei Bagapsch für einen Beitritt zur Union aus. Im Jahr 2020 sprach sich Waleri Arschba, der vormalige Vizepräsident Abchasiens, für einen abchasischen Beitritt zum Unionsstaat aus. Im Jahr 2022 traf sich der abchasische Außenminister Inal Ardzinba mit dem Generalsekretär des Unionsstaates. Die beiden sprachen sich für eine verstärkte Zusammenarbeit beider Seiten aus.
Beitritte weiterer Staaten kamen jedoch nicht über das Stadium von Ankündigungen und Spekulationen hinaus. So orientieren sich Montenegro und Moldau heute an der Europäischen Union, welcher Bulgarien bereits angehört. Kasachstan wiederum bildet mit den beiden Mitgliedern des Unionsstaates sowie Armenien und Kirgisistan seit dem 1. Januar 2015 die Eurasische Wirtschaftsunion, wobei auch Abchasien und Südossetien Interesse an einer Mitgliedschaft an dieser bekundet haben.